# Mikhaïl Lavrentiev
Mikhaïl Alekseïevitch Lavrentiev (en russe : Михаил Алексеевич Лаврентьев), né le 19 novembre 1900 à Kazan et mort le 15 octobre 1980 à Moscou, est un mathématicien et physicien soviétique.

## Ses travaux
Lavrentiev a énormément contribué au développement des mathématiques et de la mécanique au XXe siècle. Il a travaillé sur la théorie des flux bi-dimensionnels et des cartes quasi-conformes. Ses travaux de recherche sont toujours restés très proches des applications. Parmi ces dernières, on peut notamment le considérer comme un des pionniers dans l'utilisation des explosifs pour les travaux publics et l'un des contributeurs majeurs du premier ordinateur soviétique. Ses travaux furent également énormément utilisés pour la réalisation du premier avion soviétique[réf. souhaitée].
Lavrentiev, au cours de ses missions pendant la guerre contre l'Allemagne, s'est intéressé à la physique des détonations. L'analyse du mécanisme de ces phénomènes lui a permis de contrôler le périmètre affecté par les explosions, et d'appliquer ces connaissances aux constructions : ce fut particulièrement le cas pour le barrage de Medeo à proximité d'Alma-Ata au Kazakhstan.

## Les institutions
Lavrentiev est l'un des fondateurs l'Institut moscovite de physique et de technologie mais sa "création" la plus importante reste la fondation de la division sibérienne de l'Académie des sciences de Russie et donc du centre de recherche Akademgorodok, à quelques kilomètres de Novossibirsk.

## Distinctions
Lavrentiev était considéré comme l'un des héros de l'Union soviétique et reçut de nombreuses distinctions :
- le Prix Lénine en 1958
- le Prix d'État de l'URSS en 1946 et 1949
- l'Étoile d'or de la Faucille et du Marteau, la plus haute distinction non-militaire de l'URSS
- nommé Héros du travail socialiste
- la médaille d'or de Lomonosov en 1977
- citoyen d'honneur de la ville de Novossibirsk
- Commandeur de la Légion d'honneur